# Liceo de Galatasaray
El Liceo de Galatasaray (en turco: Galatasaray Lisesi, en francés: Lycée de Galatasaray) es una de las escuelas secundarias más prestigiosas, influyentes y antiguas de Estambul, Turquía. Se encuentra en el barrio de Galatasaray, en el distrito de Beyoğlu, en la zona histórica de la ciudad al norte del Cuerno de Oro.
La institución es heredera de la antigua Escuela Imperial Mekteb-i Sultani, fundada en 1481 por el sultán Bayezid II y es la tercera institución educativa más antigua de Turquía, la segunda escuela secundaria más antigua y la escuela educativa de tipo occidental más antigua. Al ser un liceo anatolio (de carácter más científico y profesional que las escuelas ordinarias), el acceso a la escuela está controlado por una clasificación nacional. Es la única escuela secundaria pública francófona del país: todas las clases de asignaturas científicas se imparten en francés, en su mayoría por profesores franceses, mientras que el resto de las asignaturas se imparten normalmente en turco por profesores turcos.
El Galatasaray Spor Kulübü, uno de los clubes deportivos más exitosos de Turquía, se formó en esta escuela secundaria; todos los primeros jugadores y directivos del club fueron alumnos de la escuela, que sigue siendo uno de los miembros más importantes de la Comunidad de Galatasaray, una institución que reúne a las organizaciones que se originaron en la escuela secundaria y de la que también forman parte el Galatasaray S.K. y la Universidad de Galatasaray.
El nombre Galatasaray significa "palacio de Gálata". Gálata es el nombre del barrio cercano, donde se encontraba la colonia medieval genovesa.
El lema del Liceo de Galatasaray es: J'aime la qualité, j'aime la superiorité, alors j'aime mon Lycée, que en francés significa "Me encanta la calidad, me encanta la superioridad, así que me encanta mi liceo".